# David Zaslavski
David Joseph Zaslavski (en russe : Засла́вский, Дави́д Ио́сифович (О́сипович)), né le 13 janvier 1880 à Kiev et mort le 28 mars 1965 à Moscou, est un journaliste, critique littéraire et satiriste soviétique d'origine juive, de langue yiddish et russe. Collaborant initialement dans des journaux bundistes, il rejoindra après la Révolution soviétique le journal la Pravda et deviendra un des plus féroces pourfendeurs des artistes s'éloignant de la doctrine communiste imposée par Staline.

## Ses débuts avant la Révolution
David Zaslavski naît à Kiev, alors partie de l'Empire russe, dans la famille de Joseph Zaslavski et de son épouse Sofia Dvorkina. Dès son plus jeune âge, il est séduit par les idées socialistes. Pour avoir participé à des émeutes étudiantes, il est expulsé de l'université de Kiev. En 1900, il rejoint les mouvements socialistes tout d'abord chez les Mencheviks sociaux-démocrates de Kiev, puis en 1903, il adhère au Bund (l'Union générale des travailleurs juifs de Lituanie, de Pologne et de Russie). Il travaille comme organisateur politique au Bund à Vilna (maintenant Vilnius), Riga et à Odessa.
Il est arrêté plusieurs fois à Kiev et à Vilna. Il passe quelque temps en prison. En 1907, il participe au congrès de Londres du Parti ouvrier social-démocrate de Russie (POSDR). Diplômé en 1910 de la Faculté de droit de l'université de Kiev, il s'installe en 1912 à Saint-Pétersbourg où jusqu'en 1917, il est employé ou éditeur de nombreuses publications du Bund et des Mencheviks.

## Activités journalistiques
Le travail littéraire de Zaslavski (sans compter ses discours) commence en 1904 avec sa coopération au journal Réponses de Kiev. Il est publié ensuite dans les journaux du Bund: Ди цайт (Die Zeit), Арбетер Штиме (Arbeter Shtimme), Еврейские вести (Nouvelles juives), Голос Бунда (La voix du Bund), ainsi que dans la presse libérale russe. Il écrit en russe et en yiddish. Son premier éditorial est imprimé dansСеверо-западном голосе (La voix du nord-ouest) à Vilna la même année. Dès lors, il écrit presque continuellement dans Киевских вестях (Les nouvelles de Kiev), puis à partir de 1909 dans  Киевской мысли (Pensées de Kiev) et à partir de 1912 dans  Дне  (Le jour) de Saint-Pétersbourg. Ses articles et ses essais sont publiés dans Северных записках (Notes du Nord), Новой жизни (Nouvelle vie), Современном мире (Monde moderne), Нашей заре (Notre aube), Русской мысли (Pensée russe), et dans de nombreuses collections et revues du Bund sous les pseudonymes d'Homunculus, F. Bogrov, A. Lyutov, D. Osipov et d'autres. Ces années de coopération avec différents journaux enrichissent ses connaissances sur le milieu de la presse bourgeoise et développent chez lui un talent de chroniqueur de journal, bien que de temps en temps il écrive aussi des histoires. En 1906, son premier livre Giuseppe Garibaldi est publié à Vilna.

## Pendant la Révolution
Les événements révolutionnaires de 1917  surprennent Zaslavski à Saint-Pétersbourg, où il est élu membre du Comité central du Bund. En tant que journaliste des journaux mencheviks, День (Jour) et Рабочая газета (Journal du travail), il critique dans chaque numéro les mencheviks internationalistes et les bolcheviks, et dénonce Lénine comme un espion à la solde de l'Allemagne, un agent salarié de l'état-major allemand. Au cours de l'été 1917, il est qualifié par trois fois par Lénine de calomniateur, de scélérat, évoquant une campagne de diffamation de la part de ce sale monsieur Zaslavski.... 
De 1917 à 1919, Zaslavski, en tant que membre du Comité central du Bund, le représente au sein des organisations juives et des congrès. Après octobre 1917, la presse antibolchevique, y compris День (Jour) cesse d'exister. En 1918, Zaslavski quitte Saint-Pétersbourg pour s'installer en Ukraine, continuant ses activités journalistiques. Pour sa coopération dans les journaux de Kiev avec Anton Dénikine, il est expulsé du Bund en 1919. La même année, en 1919, dans une lettre adressée au comité de rédaction de Коммуниста (Communistes) de Kiev et du journal communiste juif, il déclare qu'il s'est trompé dans son évaluation du bolchevisme et annonce son retrait des activités politiques et son passage à un travail exclusivement culturel. En 1921, Zaslavski quitte Kiev pour s'installer à Moscou, puis à Petrograd, où il poursuit son travail littéraire en travaillant sur l'histoire du mouvement ouvrier révolutionnaire.

## Dans la vie publique juive
Après avoir abandonné ses activités politiques, Zaslavski concentre son travail dans la presse russo-juive. De 1922 à 1932. Il publie dans Еврейской летописи (Annales juives) et d'autres publications juives des ouvrages sur la question juive, comme  Les Juifs dans la littérature russe en 1923, Zubatov et Manya Vilbushevich en 1924. Il est membre de la Société historique et ethnographique juive. Jusqu'en 1930, Zaslavski est le président de la Commission sur l'étude de l'histoire du mouvement ouvrier. Il est l'auteur de livres en yiddish, dont entre autres:  Бай ди брегн фун Темзе (Au bord de la Tamise), 15 йор ратнмахт ун ди идише масн (15 ans de pouvoir soviétique et les masses juives) en 1932, Ди идн ин ратнфарбанд (Les Juifs en Union soviétique) en 1933. 
Dans l'article Евреи в русской литературе (Les Juifs dans la littérature russe), Zaslavski constate l'image généralement négative du juif dans la littérature russe, y compris dans les œuvres de Pouchkine, de Lermontov, de Gogol, de Tourgeniev, de Dostoïevski, de Nekrassov, de Saltykov-Chtchedrine, de Tolstoï, de Leskov, de Tchekhov et accuse toute la littérature russe d'antisémitisme.
Pendant la Seconde Guerre mondiale il est membre du Comité antifasciste juif et publie dans le journal Эйникайт (Unité). En 1948-1949, il n'est pas arrêté avec les autres membres du comité antifasciste juif, qui seront pour la plupart assassinés sur ordre de Staline. Dans ses articles sur les crimes nazis, Zaslavski évite la question des crimes nazis contre les Juifs. Vers la fin de sa vie, Zaslavski agira comme organisateur et signataire d'appels anti-israéliens au nom de la communauté juive.Dans les années 1950, il est un critique virulent de l'État d'Israël.

## Son reniement et son nouveau parcours
Après la mort de Lénine en 1924 et avant de commencer à travailler dans la presse du parti communiste, il publie dans la Pravda, une lettre de solidarité complète avec le mouvement bolchevique. En 1925, il reprend son travail d'éditorialiste, d'abord dans le journal de Leningrad Красной газете (Journal rouge), puis dans le Ленинградской правде (Pravda de Léningrad), et en 1926 dans le Известия ЦИК (Izvestia CEC). En 1928, il rejoint le comité de rédaction de la Правда (Pravda). 
En 1934, il est admis au Parti communiste pansoviétique (bolchevik). Zaslavski, l'un des principaux rédacteurs du journal le plus détesté de Lénine, le journal menchevik День (Den), devient, sous Staline, l'un des collaborateurs éminents de la Pravda. Selon le témoignage d'anciens pravdistes, les communistes de la Pravda ont, dans les années 1920, refusé à trois reprises à Zaslavski de rejoindre le parti. Il n’a été accepté que lorsqu’il a produit une recommandation de Staline. La biographie de Zaslavski est très différente de celle de la majorité des opportunistes. Zaslavski échappe à une arrestation au cours des Grandes Purges de la fin des années 1930 et n'est pas non plus arrêté en 1948, alors qu'il est membre du Comité antifasciste juif. Il ne reçoit alors qu'un blâme pour manque de vigilance. En janvier 1953, après avoir mentionné le complot des blouses blanches et signalé l'arrestation des docteurs, il est expulsé du PCUS et en fait interdit de travailler. Ce n'est qu'en avril, après la mort de Staline, qu'il obtient la permission du rédacteur en chef de la Pravda, Piotr Pospelov, de retourner à son bureau. 

### La chasse aux sorcières
Zaslavski s'adapte sans état d'âme aux conditions de la presse soviétique. Il écrit beaucoup sur la politique étrangère et intérieure des autorités soviétiques, et de façon opportuniste s'accommode de ses changements. Ses satires avec de fréquentes citations de Saltykov-Chtchedrine, à qui Zaslavski a consacré de nombreuses études littéraires, et d’autres satiristes et humoristes russes font de Zaslavski l’un des journalistes soviétiques les plus influents des années 1930-1950. Il écrit des articles diffamant sur Ossip Mandelstam en 1929, et sur Boris Pasternak en 1958. L'extrait ci-dessous donne le ton de la critique:
« Tintamarre de propagande réactionnaire autour d'une mauvaise herbe littéraire
Il est ridicule, mais Docteur Jivago, cette fantaisie morale exaspérante, est présenté par Pasternak comme la représentation la plus belle de la vieille intelligentsia russe. La médisance de l'intelligentsia dominante est aussi absurde qu'elle est dépourvue de talent…Le roman de Pasternak est de l'écrivaillerie réactionnaire de bas étage….Le roman a été loué de façon triomphale par les ennemis les plus invétérés de l'Union soviétique, les obscurantistes de différentes nuances, les incendiaires d'une nouvelle guerre mondiale, les provocateurs. À partir d'un évènement d'apparence littéraire, ils cherchent à faire un scandale politique, avec le but évident d'aggraver les relations internationales, d'ajouter de l'essence sur les flammes de la guerre froide, de semer l'hostilité envers l'Union soviétique, de noircir le peuple soviétique. Étouffant de plaisir, la presse anti-soviétique a proclamé le roman comme étant la meilleure œuvre de l'année présente, tandis que ces à-plat-ventristes complaisants de la grande bourgeoisie ont couronné Pasternak avec le prix Nobel…  »
L'article sous la plume de Zaslavski Sur un groupe de critiques de théâtre antipatriotique, annonce une campagne contre Les cosmopolites sans racines; l'article Sur les artistes ineptes de 1936 est dirigé contre les formalistes, le Tapage au lieu de la musique et Faux ballet dénonce le compositeur Dmitri Chostakovitch. L'article Rêves et sons de Marietta Shaginyan, une des collègues de Zaslavski aux Izvestia dans les années 1920, est également écrit par lui. Certains de ces articles ont été publiés sans signature. D'autres articles de Zaslavski sur des questions d'actualité sont systématiquement publiés dans la Pravda.
Pour ses écrits pendant la Grande Guerre patriotique, Zaslavski reçoit l'ordre de Lénine pour travail littéraire militaire. 

## L'après Staline
Après la mort de Staline, Zaslavski conserve toute son influence au sein du parti. Il est le représentant de la ligne officielle du parti pendant la présidence de Nikita Khrouchtchev. Il va diriger la campagne de harcèlement contre Boris Pasternak, après l'attribution du prix Nobel à ce dernier. Pendant la guerre froide, il devient le porte-parole du ministère des Affaires étrangères de l'Union soviétique.  

## Sa famille
- David Zaslavski est marié à Esfir Lvovna (Esther Leibovna) Grodzenskaya (1885-1943), qui a de nombreuses sœurs:
  - Nadezhda Lvovna Grodzenskaya; (1892-1974) est professeure de musique, et a une nièce, Elena Wolf, romancière philologue.
  - Shifra Lvovna Shabad (1878-1943), est mariée à un médecin, Zemach Shabad, cofondateur et vice-président du YIVO (Institut de recherche juive). Ils ont une fille Regina Weinreich, botaniste, dont le fils Max Weinreich est un linguiste yiddishiste.
  - Esther, Emma Lvovna Grodzenskaya (1880-1942), est mariée au chirurgien polonais Orko Sołowiejczyk, avec qui elle aura trois fils, tous devenus d'éminents médecins et scientifiques.
  - Olga Lvovna Grodzenskaya (1881—?), est mariée au psychiatre Isidor Semenovich (Israël Simonovich) Hermann (1865 – 1928), directeur de l'Hôpital psychiatrique provincial du Saint-Esprit d'Orel.
  - Anna Lvovna Grodzenskaya (1895-1964), est mariée à l'avocat polonais Vladislav Józef Šatenštejn (1895-1964), auteur de nombreux ouvrages techniques dans le domaine de la jurisprudence.
- David Zaslavski et Esfir ont une fille Alexandra (1914-1935).
- Le frère de David, Émile Zaslavski (1892-1941), agronome, décède au front pendant la Seconde Guerre mondiale. Sa sœur Fania Zaslavskaya (1875-1942) meurt d'épuisement au cours du siège de Léningrad

## Récompenses
Zaslavski a reçu les prix suivants pour son adhésion sans faille à l'idéologie soviétique: 
- 2 fois l'ordre de Lénine en 1944 et 1960)
- l'ordre de la Guerre patriotique, 1er degré le 23 septembre 1945.
- l'ordre du Drapeau rouge du Travail le 18 janvier 1955.
- et de nombreuses médailles.

## Opinions
Le critique littéraire israélien Mikhail Weisskopf, auteur de l'article Le mouton noir de la famille. L'image du Juif dans la littérature du romantisme russe décrit Zaslavski comme suit:
« L'odieux Zaslavski (1880-1965) est l'une des figures les plus répugnantes de l'histoire, non seulement des relations interethniques, mais également dans la sphère de terreur de la censure soviétique. Il suffit de rappeler ses activités dans le journal Pravda depuis 1928, en tant que calomniateur, concernant les persécutions d'O. E. Mandelstam, de B.L. Pasternak et de nombreux dissidents, et comme signataire zélé de lettres anti-israéliennes et d'autres exploits. »